# كونيهيكو تاكاهاشي
كونيهيكو تاكاهاشي (باليابانية: 高橋邦彦؛ بالكانا: たかはし くにひこ) هو لاعب بلياردو أمريكي ‏ ياباني، ولد في 4 مارس 1969.

## وصلات خارجية
- كونيهيكو تاكاهاشي على موقع AZBilliards.com (الإنجليزية)